# 尤里·罗曼年科
尤里·维克托罗耶维奇·罗曼年科（俄语：Юрий Викторович Романенко，1944年8月1日—），前苏联宇航员。他的儿子罗曼·罗曼年科也是宇航员。

## 生平
1944年8月1日生于苏联奧倫堡州科尔图巴诺夫斯基。随父母先后在莫洛托夫斯克（1957年后改称北德文斯克）、加里宁格勒定居。1966年毕业于切尔尼戈夫高等军事飞行员学校，进入空军服役，担任军事飞行员。熟练掌握雅克-18、L-29海豚、米格-15、米格-17、米格-21等战斗机。累计飞行时间超过900小时。
1970年在空军组入选宇航员队伍，并在加加林宇航员培训中心接受训练。1972年通过考试，成为第一支队宇航员。1972年至1975年，他是阿波罗-联盟测试计划后备队员。
1977年12月10日，他作为指令长与格列奇科一起乘坐联盟26号飞船前往礼炮6号近地轨道空间站。期间，他们进行了一次持续1小时28分钟的舱外活动。1978年3月16日返回地球。
1980年9月18日至26日，他作为联盟38号飞船的指令长，与古巴第一位宇航员阿纳尔多·塔马约·门德斯到访礼炮6号。
1987年2月5日，担任联盟TM-2飞船的指令长，与和平号空间站对接，执行他的第三次太空任务。期间与亚历山大·拉维金进行了三次舱外活动。1987年12月29日乘坐联盟TM-3返回地球。他这次在太空停留了326天，打破了之前237天（1984年创造）的世界纪录。
1978年3月17日获授上校军衔。1988年10月至1995年10月，任加加林宇航员培训中心三部部长。

## 统计
| # | 发射载具 | 发射时间（UTC） | 对接空间站    | 着陆载具 | 着陆时间（UTC） | 时长总计              | 舱外活动次数 | 舱外活动时长 |
| - | -------- | --------------- | ------------- | -------- | --------------- | --------------------- | ------------ | ------------ |
| 1 | 联盟26号 | 1977年12月10日  | 礼炮6号空间站 | 联盟27号 | 1978年3月16日   | 96天10小时0分钟07秒   | 1            | 1小时28分钟  |
| 2 | 联盟38号 | 1980年9月18日   | 礼炮6号空间站 | 联盟38号 | 1980年9月26日   | 7天20小时43分钟24秒   | 0            | 0            |
| 3 | 联盟TM-2 | 1987年2月5日    | 和平号空间站  | 联盟TM-3 | 1987年12月29日  | 326天11小时37分钟59秒 | 3            | 8小时43分钟  |
|   |          |                 |               |          |                 | 430天18小时21分钟     | 4            | 10时11分钟   |

太空行走统计
| #      | 日期（UTC）    | 同伴              | 持续时长    |
| ------ | -------------- | ----------------- | ----------- |
| 1      | 1977年12月20日 | 格奧爾基·格列奇科 | 1时28分钟   |
| 2      | 1987年4月11日  | 亚历山大·拉维金   | 3小时35分钟 |
| 3      | 1987年6月12日  | 亚历山大·拉维金   | 1小时53分钟 |
| 4      | 1987年6月16日  | 亚历山大·拉维金   | 3时15分钟   |
| 总时长 | 总时长         | 总时长            | 10时11分钟  |

## 荣誉
- 蘇聯英雄（1978年3月16日、1980年9月26日）
- 列寧勳章（1978年3月16日、1980年9月26日、1987年12月29日）
- 红星勋章（1976年）
- 太空探索優異獎章（2011年4月12日）[6]
- 拜科努尔荣誉市民（1978年）[7]
- 捷克斯洛伐克社会主义共和国英雄（1978年3月16日）[8]
- 克莱门特·哥特瓦尔德勋章（1978年3月16日）[9]
- 古巴共和国英雄（1980年）